# 波格丹·文塔
波格丹·文塔（波蘭語：Bogdan Wenta，1961年11月19日—），德国、波兰男子手球运动员。他曾代表德国国家队参加2000年夏季奥林匹克运动会手球比赛，结果获得第五名。